# Chiesa di Santa Maria della Neve (Laterina)
La chiesa di Santa Maria della Neve è un edificio sacro che si trova nel centro di Laterina.

## Storia e descrizione
Presenta un impianto particolare costituito dall'unione di due edifici sacri: il piccolo oratorio dedicato a San Bernardino, e la chiesetta di Santa Maria della Neve, la cui immagine, conservata all'interno, è ancora oggetto di devozione. Nell'oratorio sono stati rinvenuti interessanti affreschi, tra i quali le Storie di San Bernardino e la Madonna della Misericordia tra i Santi Francesco e Bernardino, esemplata sull'affresco di Parri di Spinello in Santa Maria delle Grazie ad Arezzo. L'opera è da collegarsi alla bottega fiorentina di Neri di Bicci ed è collocabile anteriormente al 1456. Sull'altare maggiore della chiesa è l'affresco con la Madonna e il Bambino, riferibile ad un artista fiorentino della seconda metà del Quattrocento. Attualmente la chiesa viene custodita da Enrico Ceccherini e Grifoni Assunta. Il 5 agosto, in occasione dell'omonima festa, viene celebrata la messa cantata e il rosario cantato con il proposto di Laterina, il cappellano e Mons. Luciano Giovannetti, emerito vescovo di Fiesole. Proprio qui il Giovannetti disse la sua prima messa da cappellano nello stesso giorno. La tradizione vuole che san Berdardino da siena abbia alloggiato e dormito nella cappella a lui dedicata all'interno di questo complesso religioso.